# The Queen's Own Coronation Bazaar
The Queen's Own Coronation Bazaar è un cortometraggio muto del 1902. Il nome del regista non risulta nei credit del film ma vi viene riportato quello di Cecil M. Hepworth in qualità di operatore.

## Produzione
Il film fu prodotto dalla Hepworth.

## Distribuzione
Distribuito dalla Hepworth, il documentario - un cortometraggio della lunghezza di trenta metri - presumibilmente uscì nelle sale cinematografiche britanniche nel 1902.
Non si hanno altre notizie del film che si ritiene perduto, forse distrutto nel 1924 quando il produttore Cecil M. Hepworth, ormai fallito, cercò di recuperare l'argento del nitrato fondendo le pellicole.